# الحزب الشيوعي التركي (الماركسي – اللينيني)
الحزب الشيوعي التركي الماركسي-اللينيني (بالتركية :Türkiye Komünist Partisi/Marksist-Leninist يختصر بـ TKP/ML) حزب سري مناوئ للسلطات التركية يتبنى الفكر الماركسي اللينيني أسسه القائد الشيوعي التركي إبراهيم كايباكايا عام 1972 انشق مؤسسو الحزب من حزب العمال والفلاحين التركي وتبنوا الفكر الماركسي اللينيني -اسهام ماوتسي تونغ قبل أن يكونوا مؤسسين في تطوير هذه الفكرة إلى الماركسية اللينينية الماوية فيما بعد عام 1984 ومن أبرز شخصيات هذا الحزب دينيس غازمش.

## نبذة تاريخية
في أعقاب مذكرة عسكرية تركية في عام 1971 شنت الحكومة التركية حملة عنيفة على الحركة الشيوعية في تركيا وألقي القبض على الزعيم الشيوعي إبراهيم كايباكايا وعدد من زملائه وكاد الحزب أن يدمر بعد وفاته في السجن بسبب التعذيب.
أعاد الحزب تنظيم نفسه بين العامين 1973 و1978 حيث عقد أول مؤتمر في العام 1978 وعقد الحزب مؤتمره الثاني 1981 واثر المؤتمر انشقت مجموعة عن الحزب سميت بالحزب البلشفي التركي-شمال كردستان.
الحزب الشيوعي في تركيا / الماركسي اللينيني اعاد تنظيم نفسه قبل مؤتمر عام 1981 حيث اعيد دمج منظمة منفصلة سميت بالحركة Hareketi في العام1976
حدثت مجموعة انشقاقات في الحزب كان أبرزها الحزب الشيوعي تركيا / الماركسي اللينيني - الثورة البروليتارية في العام (1987) وانشقاقالحزب الشيوعي في تركيا / الماركسي اللينيني (حزب المركز الماوي) (1987) والحزب الشيوعي الماوي (1994).

## الجناح المسلح والنشرات

مقاتلي الحزب

يدعى الجناح المسلح للحزب باسم جيش تحرير العمال والفلاحين التركي بالتركية(Türkiye İşci ve Köylü Kurtuluş Ordusu)ويرمز إليه بالحروف TIKKO
يطلق على المجلة الرئيسية للحزب بارتيزان (الحزبية) ويعرف الحزب أيضاً بهذا الاسم أيضاً على غرار الحزب الشيوعي الماوي الأفغاني الذي يعرف بشعلة جاويد أي «الشعلة الخالد» على اسم المجلة التي أنشائها مؤسس الحركة الشيوعية الماوية في أفغانستان أكرم ياري هناك نوعان من الدوريات الأخرى التي نشرت مثل (العمال الفلاحين)، وأوزغور جيليك (مستقبل حر).

## تصنيف الحزب كمنظمة ارهابية
يصنف الحزب الشيوعي التركي-الماركسي اللينيني كمنظمة ارهابية  من ضمن 12 منظمة ناشطة وفاعلة على الأراضي التركية اعتباراً من 2007 كما أعلنت إدارة مكافحة الإرهاب وإدارة العمليات في المديرية العامة للأمن والشرطة التركية

## الفئات العمرية للحزب
أجريت دراسة من قبل إدارة مكافحة الإرهاب والعمليات من المديرية العامة للأمن على عينة من المعتقلين المدانين بالانتساب للحزب الشيوعي الماركسي اللينيني بما وقد شملت الدراسة ما يقارب 826 من نشطاء المنظمة تبين أن 65٪ من الأعضاء من الفئات العمرية ما بين 14عاماً و25عاماً، ونسبة 16.8٪ من الفئة العمرية من25 عاماً إلى 30عاماً، في حين كانت نسبة 17.5٪ كانوا من كبار السن فوق سنة 30 عاماً.
ارتفت نسبة المنتسبين للتنظيم من خريجي الجامعات بنسبة 20.4٪ من الأعضاء، بينما كانت النسبة من طلاب المدارس 33.5٪، جاء ترتيهم كالتالي خريجي المدارس الثانوية 14٪، المدارس الابتدائية 29.9٪ من غير المتعلمين 1.9٪